# Premi BAFTA 2004
La 57ª edizione dei British Academy Film Awards, conferiti dalla British Academy of Film and Television Arts alle migliori produzioni cinematografiche del 2003, ha avuto luogo il 15 febbraio 2004.

## Vincitori e candidati

### Miglior film
- Il Signore degli Anelli - Il ritorno del re (The Lord of the Rings: The Return of the King), regia di Peter Jackson
- Big Fish - Le storie di una vita incredibile (Big Fish), regia di Tim Burton
- Lost in Translation - L'amore tradotto (Lost in Translation), regia di Sofia Coppola
- Master and Commander - Sfida ai confini del mare (Master and Commander), regia di Peter Weir
- Ritorno a Cold Mountain (Cold Mountain), regia di Anthony Minghella

### Miglior film britannico
- La morte sospesa (Touching the Void), regia di Kevin Macdonald
- Cose di questo mondo (In This World), regia di Michael Winterbottom
- Love Actually - L'amore davvero (Love Actually), regia di Richard Curtis
- La ragazza con l'orecchino di perla (Girl with a Pearl Earring), regia di Peter Webber
- Ritorno a Cold Mountain (Cold Mountain)

### Miglior film non in lingua inglese
- Cose di questo mondo (In This World) • Regno Unito
- Appuntamento a Belleville (Les Triplettes de Belleville), regia di Sylvain Chomet • Francia/Belgio/Canada
- La città incantata (千と千尋の神隠し), regia di Hayao Miyazaki • Giappone
- Essere e avere (Être et avoir), regia di Nicolas Philibert • Francia
- Good Bye, Lenin!, regia di Wolfgang Becker • Germania
- Le invasioni barbariche (Les invasions barbares), regia di Denys Arcand • Canada/Francia

### Miglior regista
- Peter Weir – Master and Commander - Sfida ai confini del mare (Master and Commander)
- Tim Burton – Big Fish - Le storie di una vita incredibile (Big Fish)
- Sofia Coppola – Lost in Translation - L'amore tradotto (Lost in Translation)
- Peter Jackson – Il Signore degli Anelli - Il ritorno del re (The Lord of the Rings: The Return of the King)
- Anthony Minghella – Ritorno a Cold Mountain (Cold Mountain)

### Miglior attore protagonista
- Bill Murray – Lost in Translation - L'amore tradotto (Lost in Translation)
- Benicio del Toro – 21 grammi (21 Grams)
- Johnny Depp – La maledizione della prima luna (Pirates of Caribbean: The Curse of the Black Pearl)
- Jude Law – Ritorno a Cold Mountain (Cold Mountain)
- Sean Penn – 21 grammi (21 Grams)
- Sean Penn – Mystic River

### Migliore attrice protagonista
- Scarlett Johansson – Lost in Translation - L'amore tradotto (Lost in Translation)
- Scarlett Johansson – La ragazza con l'orecchino di perla (Girl with a Pearl Earring)
- Anne Reid – The Mother
- Uma Thurman – Kill Bill: Volume 1
- Naomi Watts – 21 grammi (21 Grams)

### Miglior attore non protagonista
- Bill Nighy – Love Actually - L'amore davvero (Love Actually)
- Paul Bettany – Master and Commander - Sfida ai confini del mare (Master and Commander)
- Albert Finney – Big Fish - Le storie di una vita incredibile (Big Fish)
- Ian McKellen – Il Signore degli Anelli - Il ritorno del re (The Lord of the Rings: The Return of the King)
- Tim Robbins – Mystic River

### Migliore attrice non protagonista
- Renée Zellweger – Ritorno a Cold Mountain (Cold Mountain)
- Holly Hunter – Thirteen - 13 anni (Thirteen)
- Laura Linney – Mystic River
- Judy Parfitt – La ragazza con l'orecchino di perla (Girl with a Pearl Earring)
- Emma Thompson – Love Actually - L'amore davvero (Love Actually)

### Migliore sceneggiatura originale
- Thomas McCarthy –  Station Agent (The Station Agent)
- Guillermo Arriaga – 21 grammi (21 Grams)
- Andrew Stanton, Bob Peterson e David Reynolds – Alla ricerca di Nemo (Finding Nemo)
- Denys Arcand – Le invasioni barbariche (Les invasions barbares)
- Sofia Coppola – Lost in Translation - L'amore tradotto (Lost in Translation)

### Migliore sceneggiatura non originale
- Fran Walsh, Philippa Boyens e Peter Jackson  – Il Signore degli Anelli - Il ritorno del re (The Lord of the Rings: The Return of the King)
- John August – Big Fish - Le storie di una vita incredibile (Big Fish)
- Brian Helgeland – Mystic River
- Olivia Hetreed – La ragazza con l'orecchino di perla (Girl with a Pearl Earring)
- Anthony Minghella – Ritorno a Cold Mountain (Cold Mountain)

### Migliore fotografia
- Andrew Lesnie – Il Signore degli Anelli - Il ritorno del re (The Lord of the Rings: The Return of the King)
- Lance Acord – Lost in Translation - L'amore tradotto (Lost in Translation)
- Russell Boyd – Master and Commander - Sfida ai confini del mare (Master and Commander)
- John Seale – Ritorno a Cold Mountain (Cold Mountain)
- Eduardo Serra – La ragazza con l'orecchino di perla (Girl with a Pearl Earring)

### Migliore scenografia
- William Sandell  – Master and Commander - Sfida ai confini del mare (Master and Commander)
- Dante Ferretti – Ritorno a Cold Mountain (Cold Mountain)
- Dennis Gassner – Big Fish - Le storie di una vita incredibile (Big Fish)
- Grant Major – Il Signore degli Anelli - Il ritorno del re (The Lord of the Rings: The Return of the King)
- Ben Van Os – La ragazza con l'orecchino di perla (Girl with a Pearl Earring)

### Migliori musiche
- Gabriel Yared e T-Bone Burnett – Ritorno a Cold Mountain (Cold Mountain)
- RZA – Kill Bill: Volume 1
- Kevin Shields e Brian Reitzell – Lost in Translation - L'amore tradotto (Lost in Translation)
- Alexandre Desplat – La ragazza con l'orecchino di perla (Girl with a Pearl Earring)
- Howard Shore – Il Signore degli Anelli - Il ritorno del re (The Lord of the Rings: The Return of the King)

### Miglior montaggio
- Sarah Flack – Lost in Translation - L'amore tradotto (Lost in Translation)
- Sally Menke – Kill Bill: Volume 1
- Stephen Mirrione – 21 grammi (21 Grams)
- Walter Murch – Ritorno a Cold Mountain (Cold Mountain)
- Jamie Selkirk – Il Signore degli Anelli - Il ritorno del re (The Lord of the Rings: The Return of the King)

### Migliori costumi
- Wendy Stites – Master and Commander - Sfida ai confini del mare (Master and Commander)
- Penny Rose – La maledizione della prima luna (Pirates of Caribbean: The Curse of the Black Pearl)
- Dien van Straalen – La ragazza con l'orecchino di perla (Girl with a Pearl Earring)
- Ann Roth e Carlo Poggioli – Ritorno a Cold Mountain (Cold Mountain)
- Ngila Dickson e Richard Taylor – Il Signore degli Anelli - Il ritorno del re (The Lord of the Rings: The Return of the King)

### Miglior trucco e acconciature
- La maledizione della prima luna (Pirates of Caribbean: The Curse of the Black Pearl) – Ve Neill, Martin Samuel
- Big Fish - Le storie di una vita incredibile (Big Fish) – Jean Ann Black, Paul LeBlanc
- La ragazza con l'orecchino di perla (Girl with a Pearl Earring) – Jenny Shircore
- Ritorno a Cold Mountain (Cold Mountain) – Paul Engelen, Ivana Primorac
- Il Signore degli Anelli - Il ritorno del re (The Lord of the Rings: The Return of the King) – Richard Taylor, Peter King, Peter Owen

### Miglior sonoro
- Master and Commander - Sfida ai confini del mare (Master and Commander) – Richard King, Doug Hemphill, Paul Massey, Art Rochester
- Kill Bill: Volume 1 – Michael Minkler, Myron Nettinga, Wylie Stateman, Mark Ulano
- La maledizione della prima luna (Pirates of Caribbean: The Curse of the Black Pearl) - Christopher Boyes, George Watters II, Lee Orloff, David Parker, David E. Campbell
- Ritorno a Cold Mountain (Cold Mountain) – Eddy Joseph, Ivan Sharrock, Walter Murch, Mike Prestwood Smith, Matthew Gough
- Il Signore degli Anelli - Il ritorno del re (The Lord of the Rings: The Return of the King) – Ethan Van der Ryn, Mike Hopkins, David Farmer, Christopher Boyes, Michael Hedges, Michael Semanick, Hammond Peek

### Migliori effetti speciali visivi
- Il Signore degli Anelli - Il ritorno del re (The Lord of the Rings: The Return of the King) – Joe Letteri, Jim Rygiel, Randall William Cook, Alex Funke
- Big Fish - Le storie di una vita incredibile (Big Fish) – Kevin Scott Mack, Seth Maury, Lindsay MacGowan, Paddy Eason
- Kill Bill: Volume 1 – Tommy Tom, Kia Kwan Tam, Wai Kit Leung, Jaco Wong Hin Leung
- La maledizione della prima luna (Pirates of Caribbean: The Curse of the Black Pearl) – John Knoll, Hal T. Hickel, Terry D. Frazee, Charles Gibson
- Master and Commander - Sfida ai confini del mare (Master and Commander) – Stefen Fangmeier, Nathan McGuinness, Robert Stromberg, Daniel Sudick

### Miglior cortometraggio
- Brown Paper Bag, regia di Michael Baig-Clifford
- Bye-Child, regia di Bernard MacLaverty
- Nits, regia di Harry Wootliff
- Sea Monsters, regia di Mark Walker
- Talking with Angels, regia di Yousaf Ali Khan

### Miglior cortometraggio d'animazione
- Jojo in the Stars, regia di Marc Craste
- Dad's Dead, regia di Chris Shepherd
- Dear, Sweet Emma, regia di John Cernak
- Nibbles, regia di Christopher Hinton
- Plumber, regia di Andrew Knight e Richard Rosenman

### Miglior esordio britannico da regista, sceneggiatore o produttore
- Emily Young (regista/sceneggiatrice) – Kiss of Life
- Sergio Casci (sceneggiatore) – American Cousins
- Jenny Mayhew (sceneggiatrice) – To Kill a King
- Peter Webber (regista) – La ragazza con l'orecchino di perla (Girl with a Pearl Earring)